# Champlemy
Champlemy is een gemeente in het Franse departement Nièvre (regio Bourgogne-Franche-Comté) en telde 340 inwoners in 2009. De plaats maakt deel uit van het arrondissement Cosne-Cours-sur-Loire.

## Geografie
De oppervlakte van Champlemy bedraagt 38,3 km², de bevolkingsdichtheid is 9,2 inwoners per km².
De onderstaande kaart toont de ligging van Champlemy met de belangrijkste infrastructuur en aangrenzende gemeenten.

## Demografie
Onderstaande figuur toont het verloop van het inwonertal (bron: INSEE-tellingen).

## Geschiedenis
Champlemy kan afgeleid zijn van "champ du milieu" (akker in het midden), maar volgens anderen is de naam afgeleid van het romeinse "Campus Lemeteii".
Het dorp had een oude romaanse kerk, die in 1595 is vervangen door een nieuwere kerk. Deze valt vooral op door zijn overdekte voorportaal, bijgenaamd "caqueret" (kletsplaats), waar de gelovigen na de misviering beschut tegen weer en wind nieuwtjes kwamen uitwisselen.
Achter het gemeentehuis liggen nog resten van een kasteel uit de 14e-15e-16e-17e eeuw.
De grote 19e-eeuwse graanhal getuigt van het vroegere belang van dit agrarische dorp.